# رايموند أرمسترونغ
قالب
رايموند أرمسترونغ (بالإنجليزية: Raymond Armstrong) هو عسكري جنوب أفريقي، (و. 1917  م).